# Tom Huddlestone
Thomas Andrew "Tom" Huddlestone (Nottingham, 1986. december 28.) angol válogatott labdarúgó, 2022 és 2024 között az angol Premier League-ben szereplő Manchester United játékosa és játékos edzője. A középpályán és a védősorban egyaránt bevethető.

## Pályafutása
Karrierjét a Derby County csapatánál kezdte. Első mérkőzését a 2003–2004-es szezon első játéknapján játszotta a Stoke City ellen 16 évesen. A Derby elvesztette ugyan a meccset, de Huddlestone-t a mérkőzés játékosává választották. A csapatban 95 mérkőzésen lépett pályára.
2005 januárjában a Tottenham Hotspurhöz szerződött közel 2,5 millió fontért, de egészen júliusig a Derby-ben játszott. A 2005–2006-os szezonban néhány hónapot a Wolverhamptonnál töltött kölcsönben, ott szerezte első bajnoki gólját is – a Derby ellen. 2006 január 31-én debütált a Tottenhamben csereként pályára lépve a Fulham ellen. A kezdő tizenegyben először az UEFA-kupában, 2006 szeptember 14-én a Slavia Praha ellen idegenben volt, a mérkőzést a Tottenham nyerte 1–0-ra. Első gólját a Ligakupa 4. körében szerezte a Port Vale ellen 2006 november 8-án. Huddlestone 2 gólt lőtt ezen a meccsen. A bajnokságban először 2006. december 17-én volt eredményes Spurs mezben a Manchester City ellen.
2006. december 25-én újabb négy és fél évre írt alá szerződést, így 2011-ig feltehetően a klubnál marad.
A 2007–08-as szezonban a Fulham ellen 2007. december 26-án két gólt szerzett, majd 2008. március 19-én a Chelsea ellen is eredményes volt.

## Nemzetközi karrierje
Huddlestone az angol U21 játékosa. Két meccsen játszott a 2007-es UEFA U21-es labdarúgó-Európa-bajnokságon, majd piros lap miatt nem játszhatott az elődöntőben. Az angol csapat Hollandia ellen, tizenegyesekkel bukta el a döntőbe jutást.

## Sikerei, díjai
Tottenham Hotspur FC
- Angol Ligakupa – 2008

## Statisztika
Utolsó frissítés: 2008. november 23.
| Csapat              | Szezon | Bajnokság | Bajnokság | Kupa    | Kupa  | UEFA    | UEFA  | Összesen | Összesen |
| Csapat              | Szezon | Meccsek   | Gólok     | Meccsek | Gólok | Meccsek | Gólok | Meccsek  | Gólok    |
| ------------------- | ------ | --------- | --------- | ------- | ----- | ------- | ----- | -------- | -------- |
| Tottenham Hotspur   | 08-09  | 10        | 0         | 1       | 0     | 2       | 1     | 13       | 1        |
| Tottenham Hotspur   | 07-08  | 28        | 3         | 6       | 1     | 9       | 0     | 43       | 4        |
| Tottenham Hotspur   | 06-07  | 21        | 1         | 8       | 2     | 6       | 0     | 35       | 3        |
| Tottenham Hotspur   | 05-06  | 4         | 0         | -       | -     | -       | -     | 4        | 0        |
| Össz.               |        | 51        | 4         | 14      | 3     | 15      | 0     | 80       | 7        |
| Wolves (kölcsönben) | 05-06  | 13        | 1         | -       | -     | -       | -     | 13       | 1        |
| Össz.               |        | 13        | 1         | 0       | 0     | 0       | 0     | 13       | 1        |
| Derby County        | 04-05  | 45        | 0         | 3       | 0     | -       | -     | 48       | 0        |
| Derby County        | 03-04  | 43        | 0         | 2       | 0     | -       | -     | 45       | 0        |
| Össz.               |        | 88        | 0         | 5       | 0     | 0       | 0     | 93       | 0        |
| Összesen            |        | 152       | 5         | 19      | 3     | 15      | 0     | 186      | 8        |

## Külső hivatkozások
- Tom Huddlestone pályafutásának statisztikái a Soccerbase oldalon (angolul)

- Huddlestone adatlapja a Hull City AFC honlapján